# Ángela Vallina
Pour les articles homonymes, voir Vallina.
Ángela Rosa Vallina, née le 6 juillet 1959 à Castrillón, dans les Asturies, est une femme politique espagnole, membre de la Gauche unie (IU), connue pour son combat pour les droits des femmes, notamment au Parlement européen.

## Biographie
Ángela Vallina naît en 1959 dans la ville de Castrillón. Durant sa jeunesse, elle rejoint Oviedo pour étudier en puériculture et en histoire, à l'université d'Oviedo. 
Engagée plus tard en politique, au sein du parti de la Gauche unie, elle devient la maire de sa ville natale.
Lors des élections européennes de 2014, candidate féministe de La Gauche plurielle, elle est élue au Parlement européen, où elle siège au sein de la Gauche unitaire européenne/Gauche verte nordique.
Députée et porte-parole à la Junte générale de la principauté des Asturies depuis 2019, elle fait partie des grandes personnalités politiques contemporaines œuvrant pour la défense des droits des femmes, notamment en Europe.